# Мурат Саліхов
Мурат Саліхов (кирг. Мурат Салихов, 1905, село Рават Ошського повіту Ферганської області, тепер Мархаматського району Андижанської області, Узбекистан — розстріляний 5 листопада 1938, біля села Таш-Дебе, тепер Аламудунського району Чуйської області, Киргизія) — радянський діяч, 3-й секретар ЦК КП(б) Киргизії, голова Ради народних комісарів Киргизької РСР, в.о. голови Центрального виконавчого комітету Киргизької РСР. Член Бюро ЦК КП(б) Киргизії (1937—1938). Депутат Верховної ради СРСР 1-го скликання (1937—1938), заступник голови Президії Верховної ради СРСР з січня по травень 1938 року.

## Біографія
Народився в селі Рават (за іншими даними, в селищі Сулюкта) Ошського повіту Ферганської області в бідній селянській родині. З квітня 1917 по жовтень 1919 року — пастух у заможнього селянина Шермантова в селі Ісфара Кокандського повіту Ферганської області. Став круглим сиротою, з жовтня 1919 по вересень 1921 року виховувався в дитячому будинку, де закінчив два класи початкової школи. У 1919 році вступив до комсомолу.
У вересні 1921 — липні 1923 року — учень педагогічного технікуму в Коканді, закінчив два курси. У липні 1923 — травні 1925 року — студент Киргизького інституту просвіти в місті Ташкенті.
У травні 1925 — лютому 1927 року — завідувач Ошського окружного відділу народної освіти.
Член ВКП(б) з січня 1927 року.
У лютому 1927 — лютому 1929 року — завідувач агітаційно-пропагандистського відділу Ошського кантонального комітету ВКП(б).
У лютому 1929 — червні 1930 року — голова виконавчого комітету Узгенської районної ради Киргизької АРСР.
У червні — вересні 1930 року — голова виконавчого комітету Ошської окружної ради Киргизької АРСР.
У вересні 1930 — лютому 1931 року — відповідальний секретар Кизил-Кійського районного комітету ВКП(б) Киргизької АРСР.
У лютому — серпні 1931 року — заступник народного комісара освіти Киргизької АРСР.
У серпні 1931 — грудні 1933 року — студент Ташкентського інституту марксизму-ленінізму, навчання не завершив.
У грудні 1933 — березні 1935 року — начальник політичного відділу конерадгоспу № 54 в селі Чолпон-Ата Іссик-Кульського району Киргизької АРСР.
У березні 1935 — січні 1937 року — 1-й секретар Тюпського районного комітету ВКП(б) Киргизької АРСР.
У січні — березні 1937 року — 1-й секретар Ошського районного комітету ВКП(б) Киргизької РСР.
У березні — серпні 1937 року — завідувач сільськогосподарського відділу ЦК КП(б) Киргизії.
У серпні — вересні 1937 року — 3-й секретар ЦК КП(б) Киргизії.
27 вересня 1937 — 15 лютого 1938 року — голова Ради народних комісарів Киргизької РСР.
15 лютого — 8 травня 1938 року — в.о. голови Центрального виконавчого комітету Киргизької РСР.
12 травня 1938 року заарештований органами НКВС, внесений до розстрільного списку від 12 вересня 1938 року «за першою категорією». 5 листопада 1938 року засуджений до страти. Розстріляний того ж дня, похований в урочищі Чон-Таш Киргизької РСР.
17 листопада 1956 року реабілітований постановою Військової колегії Верховного суду СРСР, посмертно відновлений в КПРС 10 жовтня 1957 року.

## Родина
Був одружений з жінкою на ім'я Ажар (померла 1945), яка після арешту чоловіка змінила прізвище й виїхала до Узбекистану. Вони мали сина Кувата й доньку Атиргуль.